# Teenagers from Outer Space
Teenagers from Outer Space is een Amerikaanse sciencefictionfilm uit 1959. De film werd geregisseerd, geproduceerd en geschreven door Tom Graeff.

## Verhaal
Een team van buitenaardse wezens arriveert op aarde. Ze concluderen dat de planeet geschikt is voor het opvoeden van hun kudde "gargons", kreeftachtige wezens die als voedsel dienen op hun thuisplaneet. Derek is de enige van de groep die vreest dat de gargons mogelijk een bedreiging vormen voor het aardse leven. De anderen gaan hier niet op in daar ze zichzelf als het superieure ras beschouwen (op hun planeet zijn families en vrienden bij wet verboden), en dus belangrijker dan de inwoners van de aarde. Derek is buiten weten van de anderen lid van en ondergrondse beweging die terugverlangt naar de oudere tijden op hun planeet.
De gargon lijken zich niet aan te kunnen passen aan het aardse leven. Derek vlucht weg, achtervolgt door Thor. Derek ontmoet Betty Morgan en haar grootvader Joe. De twee verhuren een kamer, en Derek neemt deze onbedoeld. Hij ontwikkelt gevoelens voor Betty, en vertelt haar zelfs over wie hij werkelijk is. Aanvankelijk wil Betty hem niet geloven, maar uiteindelijk kan hij haar overtuigen en besluit ze hem te helpen Thor en de anderen te stoppen.
Betty en Derek komen een paar maal in aanraking met Thor, maar zijn hem telkens te slim af. Thor wordt uiteindelijk gearresteerd door de autoriteiten. Daarmee zijn de problemen nog niet verholpen: een van de gargons heeft zich inmiddels aangepast aan de aardse omstandigheden en is als gevolg daarvan tot enorm formaat gegroeid. Derek en Betty slagen er uiteindelijk in het beest te doden via hoogspanningskabels.
Derek besluit om op aarde te blijven, maar moet terugkomen op deze beslissing wanneer een paar vijandige ruimteschepen opduiken. Hij offert zichzelf op om de aarde te redden door de schepen weg te lokken naar een paar heuvels waar ze allemaal neerstorten. Derek overleeft de explosie niet.

## Rolverdeling
| Acteur          | Personage             | Opmerkingen           |
| --------------- | --------------------- | --------------------- |
| David Love      | Derek                 |                       |
| Dawn Bender     | Betty Morgan          | als Dawn Anderson     |
| Bryan Grant     | Thor                  |                       |
| Harvey B. Dunn  | Grandpa Morgan        |                       |
| Tom Graeff      | Joe Rogers            | als Tom Lockyear      |
| King Moody      | Spacecraft Captain    | als Robert King Moody |
| Helen Sage      | Nurse Morse           |                       |
| Frederick Welch | Dr. C.R. Brandt, MD   |                       |
| Carl Dickensen  | Gas Station Attendant |                       |

## Achtergrond
Teenagers from Outer Space werd gefilmd op locatie in en rond Hollywood, Californië. Noemenswaardig is het feit dat de film vrijwel geheel het werk is van 1 persoon: Tom Graeff (1929-1970), die naast dat hij de rol van Joe Rogers vertolkte ook de film regisseerde, schreef, produceerde en monteerde.
De film werd bespot in de televisieserie Mystery Science Theater 3000.